# Starlink
Starlink là một tập hợp các vệ tinh đang được SpaceX xây dựng  để cung cấp truy cập Internet vệ tinh, bao gồm hàng ngàn vệ tinh nhỏ được sản xuất hàng loạt trên quỹ đạo thấp của Trái Đất (LEO), hoạt động kết hợp với các máy thu phát mặt đất. SpaceX cũng có kế hoạch bán một số vệ tinh cho mục đích quân sự, khoa học hoặc thám hiểm. Cơ sở phát triển vệ tinh SpaceX ở Redmond, Washington có các hoạt động nghiên cứu, phát triển, sản xuất và kiểm soát quỹ đạo của Starlink. Tổng chi phí của dự án kéo dài một thập kỷ để thiết kế, xây dựng và triển khai được SpaceX ước tính vào tháng 5 năm 2018 là khoảng 10 tỷ đô la Mỹ.
Phát triển Starlink bắt đầu vào năm 2015, với hai vệ tinh thử nghiệm bay thử nghiệm đầu tiên được ra mắt vào tháng 2 năm 2018. Tính đến năm 2020, SpaceX đã và đang phóng 60 vệ tinh cùng một lúc, mục đích triển khai 1.440 vệ tinh để cung cấp dịch vụ vào cuối năm 2021 hoặc 2022.
Những lo ngại đã được đặt ra về mối nguy hiểm lâu dài của các mảnh vụn vũ trụ do việc đặt hàng ngàn vệ tinh trên quỹ đạo trên 600 kilômét (370 mi)  và có thể gây tác động đến thiên văn học, mặc dù quỹ đạo vệ tinh Starlink đã được hạ xuống còn 550 kilômét (340 mi) hoặc thấp hơn .
Vào ngày 15 tháng 10 năm 2019, Ủy ban Truyền thông Liên bang Hoa Kỳ đã đệ trình hồ sơ lên Liên minh Viễn thông Quốc tế thay mặt SpaceX để sắp xếp vị trí cho 30.000 vệ tinh Starlink.

## Lịch sử

### 2014–2017

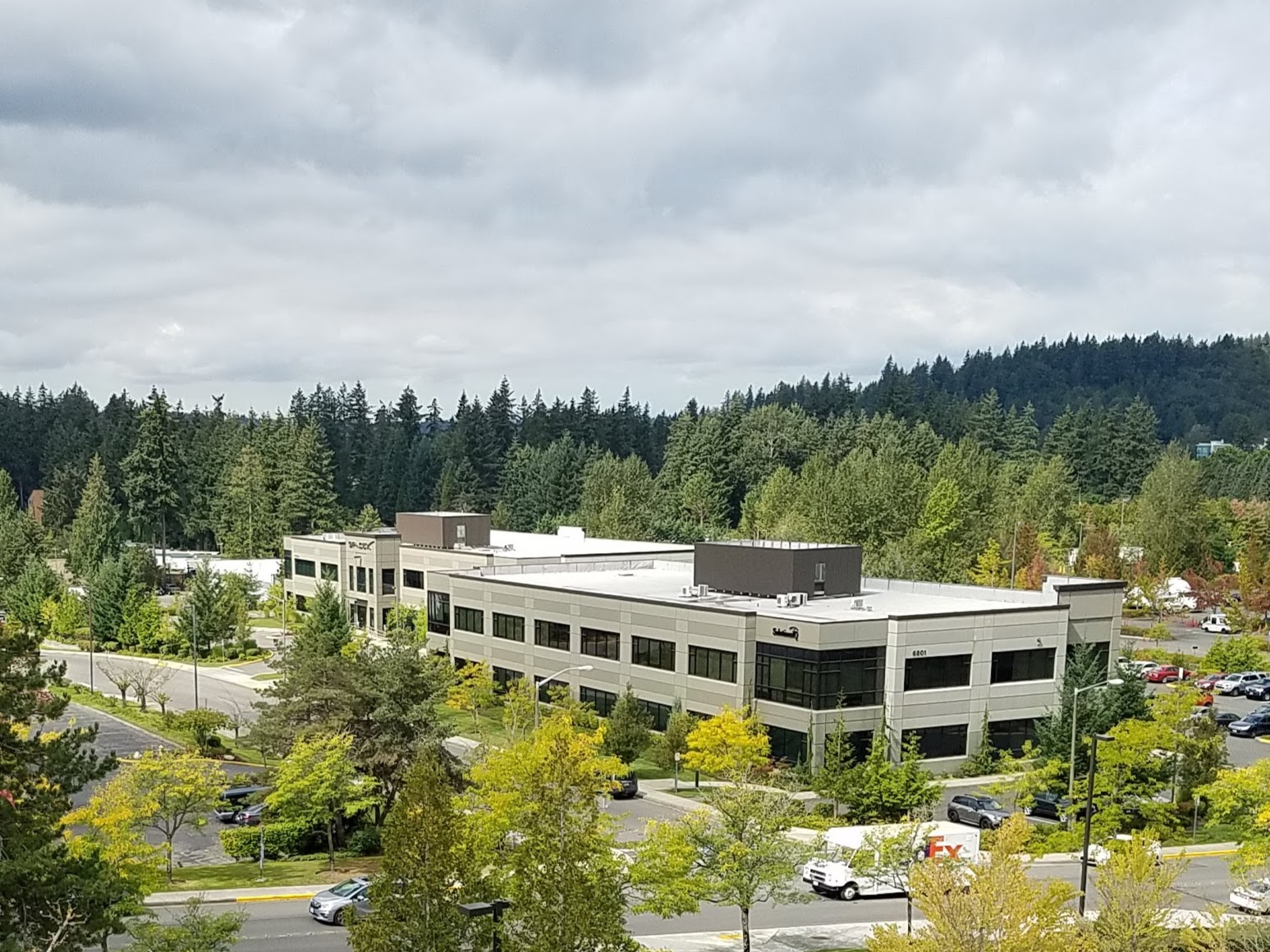
Cơ sở phát triển vệ tinh SpaceX tại Redmond, Washington, được sử dụng từ năm 2015 đến giữa năm 2018.

Starlink được biết đến vào năm 2014 khi SpaceX lén lút nộp đơn đăng ký ITU qua cơ quan quản lý viễn thông Na Uy với tên gọi STEAM. SpaceX đã xác nhận mối liên hệ của mình trong đơn đăng ký năm 2016 để cấp phép Starlink với FCC.
Hệ thống vệ tinh truyền thông mà SpaceX hình dung đã được công bố rộng rãi vào tháng 1 năm 2015, với băng thông có thể thực hiện tới 50% lưu lượng thông tin liên lạc qua mạng backhaul và lên đến 10% lưu lượng Internet cục bộ, tại các thành phố có mật độ cao. Giám đốc điều hành Elon Musk nói rằng họ sẽ đáp ứng nhu cầu mạng băng thông rộng chi phí thấp cho toàn cầu.
Việc mở cơ sở phát triển vệ tinh SpaceX ở Redmond đã được SpaceX công bố vào tháng 1 năm 2015 với các đối tác, nhằm phát triển và xây dựng mạng lưới vệ tinh liên lạc mới. Vào thời điểm đó, văn phòng khu vực Seattle ban đầu dự định sẽ thuê khoảng 60 kỹ sư, và có khả năng sẽ thuê đến 1.000 người vào năm 2018. Công ty đã hoạt động trên diện tích thuê 2.800 m2 (30.000 ft vuông) vào cuối năm 2016 và đến tháng 1 năm 2017 đã tiếp nhận cơ sở thứ hai 2.800 m2 (30.000 ft vuông), cả hai đều ở Redmond. Vào tháng 8 năm 2018, SpaceX đã hợp nhất tất cả các chi nhánh tại khu vực Seattle của họ bằng việc chuyển đến một cơ sở lớn hơn ở Trung tâm Doanh nghiệp Redmond Ridge để hỗ trợ sản xuất vệ tinh.
Vào tháng 7 năm 2016, SpaceX mua lại một nhà kho rộng 740 m2 (8.000 sq ft) ở Irvine, California. SpaceX dự định sẽ sử dụng nơi này để phát triển công nghệ xử lý tín hiệu, RFIC và ASIC cho chương trình vệ tinh mới.
Đến tháng 1 năm 2016, công ty đã công bố kế hoạch sẽ phóng hai vệ tinh nguyên mẫu vào năm 2016 trong dự án xây dựng hệ thống vệ tinh đầu tiên trên quỹ đạo Trái đất và đưa vào hoạt động vào khoảng năm 2020.
Vào tháng 10 năm 2016, bộ phận nghiên cứu vệ tinh bắt đầu lên ý tưởng thiết kế một thiết bị thu sóng với giá chỉ vào khoảng 200 đô la mỹ cho người sử dụng. Nhìn chung, Chủ tịch SpaceX, Gwynne Shotwell khi đó nói rằng dự án vẫn đang trong "giai đoạn thiết kế khi công ty tìm cách giải quyết các vấn đề liên quan đến chi phí cho người dùng". Việc triển khai hệ thống vệ tinh không được dự kiến cho đến "cuối thập kỷ này hoặc đầu thập kỷ tới".
Vào tháng 11 năm 2016, SpaceX đã đệ đơn lên Ủy ban Truyền thông Liên bang (FCC) cho một "hệ thống vệ tinh quỹ đạo phi địa tĩnh (NGSO) trong Dịch vụ Vệ tinh Cố định sử dụng các dải băng tần Ku- và Ka".
Vào tháng 3 năm 2017, SpaceX đã đệ trình kế hoạch lên FCC với mục đích đưa hơn 7.500 "vệ tinh băng tần V trong quỹ đạo không đồng bộ địa lý để cung cấp dịch vụ thông tin liên lạc" trong một phổ điện từ mà trước đây chưa được sử dụng nhiều cho các dịch vụ truyền thông thương mại . Với tên gọi hệ thống "Quỹ đạo Trái đất Rất thấp (VLEO)", nó bao gồm 7.518 vệ tinh quay quanh độ cao 340 km (210 mi), trong khi nhóm vệ tinh nhỏ hơn, dự kiến ban đầu gồm 4.425 vệ tinh sẽ hoạt động trong các dải Ka- và Ku và quỹ đạo ở độ cao 1.200 km (750 mi).
Các kế hoạch của SpaceX khác thường theo hai cách:
- Công ty dự định sử dụng băng tần V ít được sử dụng của phổ thông tin liên lạc.
- Công ty dự định sử dụng một quỹ đạo mới, quỹ đạo rất thấp của Trái đất với độ cao ~ 340 km (210 mi), nơi lực cản của khí quyển khá cao, điều này thường dẫn đến thời gian sử dụng của vệ tinh ngắn.

Kế hoạch tháng 3 năm 2017 khi SpaceX phóng vệ tinh thử nghiệm thuộc loại vệ tinh băng tần Ka / Ku ban đầu trong năm 2017 và 2018, và bắt đầu phóng hệ thống vệ tinh vào năm 2019. Hệ thống vệ tinh hoàn chỉnh sẽ bay cao khoảng 1.200 km (750 mi) với khoảng 4.440 vệ tinh, dự kiến sẽ hoàn thành vào năm 2024.
Hai vệ tinh thử nghiệm đầu tiên được chế tạo nhưng không được phóng lên. Nó đã được sử dụng trong các thử nghiệm trên mặt đất. Kế hoạch phóng hai vệ tinh thử nghiệm đã được dời sang năm 2018.
Một số tranh cãi đã nổ ra trong năm 2015–2017 với các cơ quan quản lý về việc cấp phép phổ thông tin liên lạc cho các hệ thống vệ tinh lớn này. Quy tắc quản lý truyền thống là các nhà khai thác vệ tinh có thể "phóng một tàu vũ trụ duy nhất trong một khoảng thời gian nhất định [từ cơ quan quản lý], một chính sách được coi là để ngăn chặn việc sử dụng phổ vô tuyến có giá trị trong nhiều năm mà không triển khai hệ thống của mình ". Vào ngày 17 tháng 12 năm 2015, FCC đặt ra thời hạn sáu năm để triển khai toàn bộ một nhóm vệ tinh lớn ban đầu tuân thủ các điều khoản cấp phép. Quy tắc này đã được nới lỏng vào ngày 7 tháng 9 năm 2017, khi FCC quyết định rằng một nửa hệ thống vệ tinh phải ở trên quỹ đạo trong vòng sáu năm, trong khi hệ thống đầy đủ phải được phóng lên quỹ đạo trong vòng chín năm kể từ ngày được cấp phép.
SpaceX đã đăng ký thương hiệu Starlink cho mạng băng thông vệ tinh của họ vào năm 2017; cái tên này được lấy cảm hứng từ cuốn sách The Fault in Our Stars.

SpaceX đã đệ trình các tài liệu vào cuối năm 2017 với Ủy ban Truyền thông Liên bang (FCC) để làm rõ kế hoạch giảm thiểu các mảnh vỡ không gian của họ, theo đó công ty phải:
"... thực hiện kế hoạch cho việc phá bỏ có trật tự các vệ tinh sắp hết thời gian sử dụng (khoảng 5 đến 7 năm) với tốc độ nhanh hơn so với tiêu chuẩn quốc tế. [Vệ tinh] sẽ rời quỹ đạo di chuyển đến quỹ đạo thải bỏ một cách nhanh chóng, nơi mà từ đó chúng sẽ quay trở lại bầu khí quyển của Trái đất trong khoảng một năm sau khi hoàn thành sứ mệnh của mình." 

### 2018–2019

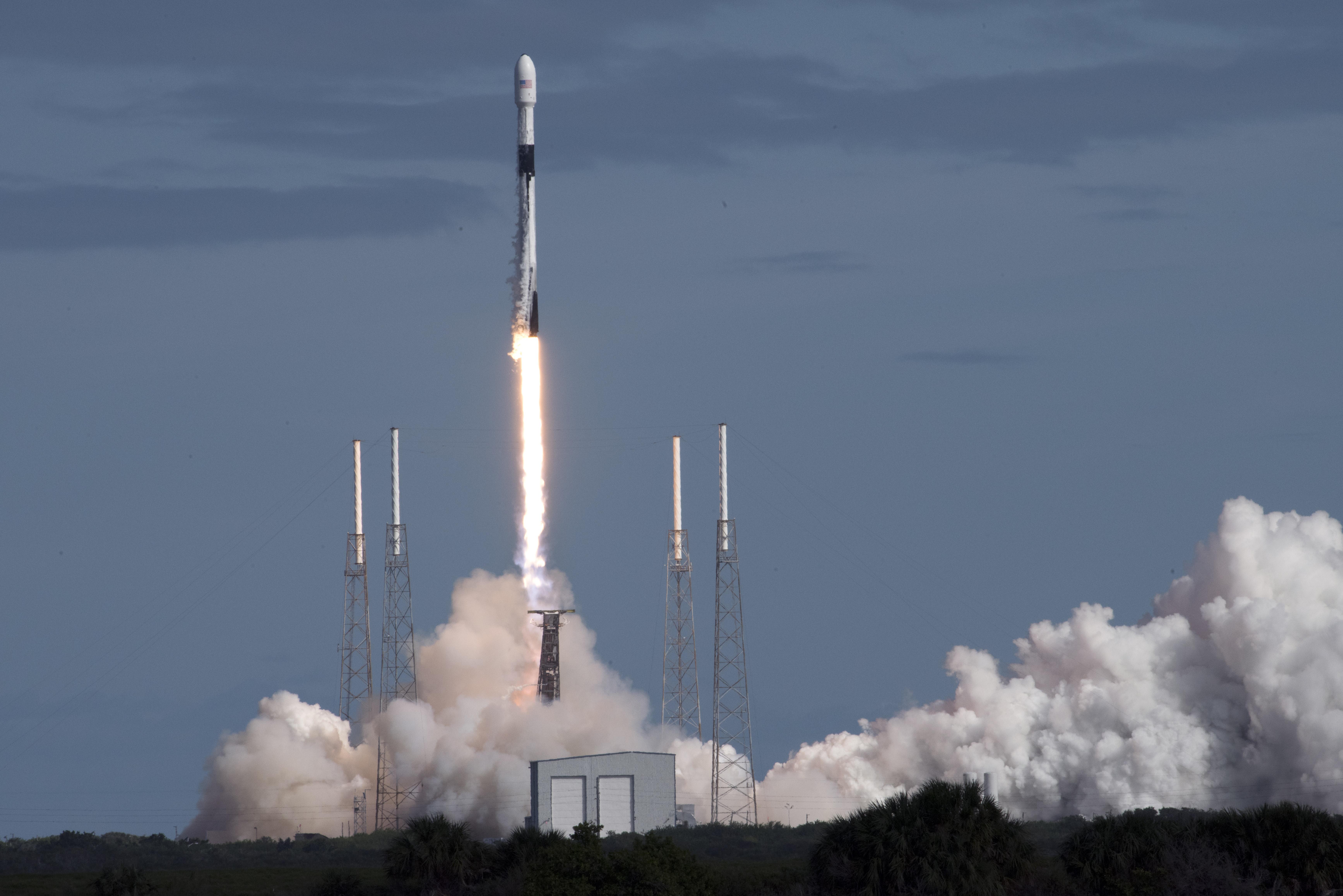
Falcon 9 cất cánh từ Trạm Không quân Cape Canaveral (CCAFS), Florida, đưa 60 vệ tinh Starlink lên quỹ đạo vào ngày 11 tháng 11 năm 2019.

Vào tháng 3 năm 2018, FCC cấp phép cho SpaceX phóng 4.425 vệ tinh ban đầu, kèm theo một số điều kiện. SpaceX sẽ cần được sự chấp thuận riêng từ Liên minh Viễn thông Quốc tế (ITU). FCC đã ủng hộ NASA với yêu cầu SpaceX phải giảm quỹ đạo (thậm chí còn cao hơn so với tiêu chuẩn mà NASA đã sử dụng trước): giảm quỹ đạo tới 90% sau khi nhiệm vụ của vệ tinh hoàn thành.
Vào tháng 5 năm 2018, SpaceX dự kiến tổng chi phí phát triển và xây dựng của hệ thống vệ tinh là 10 tỷ đô la Mỹ. Vào giữa năm 2018, SpaceX đã tổ chức lại bộ phận phát triển vệ tinh ở Redmond, và chấm dứt hợp đồng đối với một số thành viên trong ban quản lý.
Vào tháng 11 năm 2018, SpaceX đã nhận được sự chấp thuận theo quy định của Hoa Kỳ để triển khai 7.518 vệ tinh băng thông rộng, ngoài 4.425 vệ tinh đã được phê duyệt trước đó. 4.425 vệ tinh ban đầu của SpaceX đã lên quỹ đạo ở độ cao từ 1.110 km (690 mi) đến 1.325 km (823 mi), cao hơn cả Trạm Vũ trụ Quốc tế. Sự chấp thuận mới về việc bổ sung một hệ thống vệ tinh quỹ đạo phi địa tĩnh trên quỹ đạo Trái đất rất thấp, bao gồm 7.518 vệ tinh hoạt động ở độ cao từ 335 km (208 mi) đến 346 km (215 mi), bên dưới ISS. Cũng trong tháng 11 năm 2018, SpaceX đã thực hiện các hồ sơ pháp lý mới với Ủy ban Truyền thông Liên bang Hoa Kỳ (FCC) để yêu cầu thay đổi giấy phép đã được cấp trước đó để vận hành khoảng 1.600 trong số 4.425 vệ tinh băng tần Ka / Ku hoạt động ở 1.150 km (710 mi) trong "lớp dưới mới của hệ thống vệ tinh" ở độ cao quỹ đạo chỉ 550 km (340 mi). Các vệ tinh này sẽ hoạt động hiệu quả trong lớp quỹ đạo thứ ba, quỹ đạo 550 km (340 mi), trong khi các quỹ đạo cao hơn và thấp hơn ở khoảng 1.200 km (750 mi) và xấp xỉ 340 km (210 mi) sẽ chỉ được sử dụng sau này, một khi Việc triển khai các vệ tinh lớn hơn đáng kể sẽ trở nên khả thi trong những năm sau của quá trình triển khai. FCC đã phê duyệt yêu cầu vào tháng 4 năm 2019, đồng ý đặt gần 12.000 vệ tinh trong ba lớp quỹ đạo: hệ thống ban đầu khoảng 1.600 vệ tinh trong lớp có độ cao 550 km (340 mi) và sau đó đặt khoảng 2.800 vệ tinh phổ băng tần Ku và Ka tại độ cao 1.150 km (710 mi) và khoảng 7.500 vệ tinh băng tần V ở độ cao 340 km (210 mi).
Với các kế hoạch xây dựng các hệ thống vệ tinh Internet khổng lồ ngày càng có khả năng trở thành hiện thực, quân đội Hoa Kỳ đã bắt đầu thực hiện các nghiên cứu thử nghiệm vào năm 2018 để đánh giá cách các mạng của các nhà cung cấp. Vào tháng 12 năm 2018, Không quân Hoa Kỳ đã ký một hợp đồng trị giá 28 triệu đô la Mỹ cho các dịch vụ thử nghiệm cụ thể trên Starlink.
Vào tháng 2 năm 2019, một công ty con của SpaceX, SpaceX Services Inc., đã đệ đơn yêu cầu FCC chấp nhận giấy phép cho hoạt động của tối đa một triệu trạm liên lạc vệ tinh cố định trên Trái đất với mục đích giao tiếp với vệ tinh quỹ đạo phi địa tĩnh (NGSO) của hệ thống Starlink.
Kế hoạch của SpaceX vào năm 2019 là phóng 12.000 vệ tinh lên ba lớp quỹ đạo:
- Lớp thứ nhất: 1.440 vệ tinh ở độ cao 550 km (340 mi) [8].
- Lớp thứ hai: 2.825 vệ tinh băng tần Ku và băng tần Ka ở 1.110 km (690 mi).
- Lớp thứ ba: 7.500 vệ tinh băng tần V ở 340 km (210 mi).[51]

Tổng cộng, gần 12.000 vệ tinh đã được lên kế hoạch triển khai, có thể (tính đến năm 2019) mở rộng lên đến 42.000 vệ tinh sau này.
Đến tháng 4 năm 2019, SpaceX nỗ lực chuyển các vệ tinh của họ từ mục đích nghiên cứu và phát triển sang sản xuất, với kế hoạch phóng một lượng lớn vệ tinh đầu tiên lên quỹ đạo và yêu cầu phải đạt được tốc độ phóng trung bình là "44 vệ tinh hàng tháng trong 60 tháng tới" để có được 2.200 vệ tinh được phóng lên quỹ đạo, hỗ trợ việc cấp phép phân bổ phổ FCC của họ. SpaceX cho biết họ sẽ đưa một nửa hệ thống vệ tinh "vào quỹ đạo trong vòng sáu năm kể từ khi được cấp phép và toàn bộ hệ thống trong chín năm".
Vào cuối tháng 6 năm 2019, SpaceX đã liên lạc với tất cả 60 vệ tinh, nhưng mất liên lạc với ba chiếc; 57 chiếc còn lại hoạt động như dự kiến. 45 vệ tinh đã đạt đến độ cao quỹ đạo cuối cùng là 550 km (340 mi), 5 vệ tinh vẫn đang nâng quỹ đạo và 5 vệ tinh khác đang trong quá trình kiểm tra hệ thống trước khi nâng quỹ đạo. Hai vệ tinh còn lại dự định sẽ nhanh chóng được đưa ra khỏi quỹ đạo và quay trở lại bầu khí quyển để kiểm tra quá trình bỏ quỹ đạo của vệ tinh; ba vệ tinh bị mất liên lạc cũng được cho là sẽ quay lại bầu khí quyển, nhưng sẽ trở lại một cách thụ động vì SpaceX không thể chủ động kiểm soát chúng nữa.
Vào tháng 6 năm 2019, SpaceX đã nộp đơn lên FCC để xin giấy phép kiểm tra 270 thiết bị thu phát mặt đất - 70 thiết bị thu phát trên toàn nước Mỹ và 200 thiết bị thu phát tín hiệu ở bang Washington, tại nhà của các nhân viên SpaceX - cấp phép hoạt động của ăng-ten trên máy bay từ bốn sân bay Hoa Kỳ; cũng như năm địa điểm thử nghiệm trên mặt đất.
Đến tháng 9 năm 2019, SpaceX đã quay trở lại FCC để xin thêm các thay đổi đối với hệ thống vệ tinh quỹ đạo. SpaceX đã yêu cầu tăng gấp ba số lượng vệ tinh quỹ đạo trong quỹ đạo 550 km (340 mi), từ 24 lên 72, lập luận rằng họ có thể đặt vệ tinh thành nhiều mặt phẳng chỉ từ một lần phóng. SpaceX cho rằng sự thay đổi này có thể đưa vùng phủ sóng đến miền nam Hoa Kỳ kịp thời trước mùa bão năm 2020. Thay đổi đã được phê duyệt vào tháng 12 năm 2019 và giờ đây sẽ chỉ có 22 vệ tinh trong mỗi tàu phóng thay vì 66 vệ tinh, đã từng là một phần của thiết kế ban đầu. Tổng số vệ tinh trong lớp quỹ đạo 550 km sẽ được giữ nguyên, vào khoảng 1.600 vệ tinh.
Vào tháng 10 năm 2019, Elon Musk đã công khai thử nghiệm mạng Starlink bằng cách sử dụng kết nối Internet được định tuyến qua mạng để đăng một dòng tweet lên trang mạng xã hội Twitter.

### 2020–2021

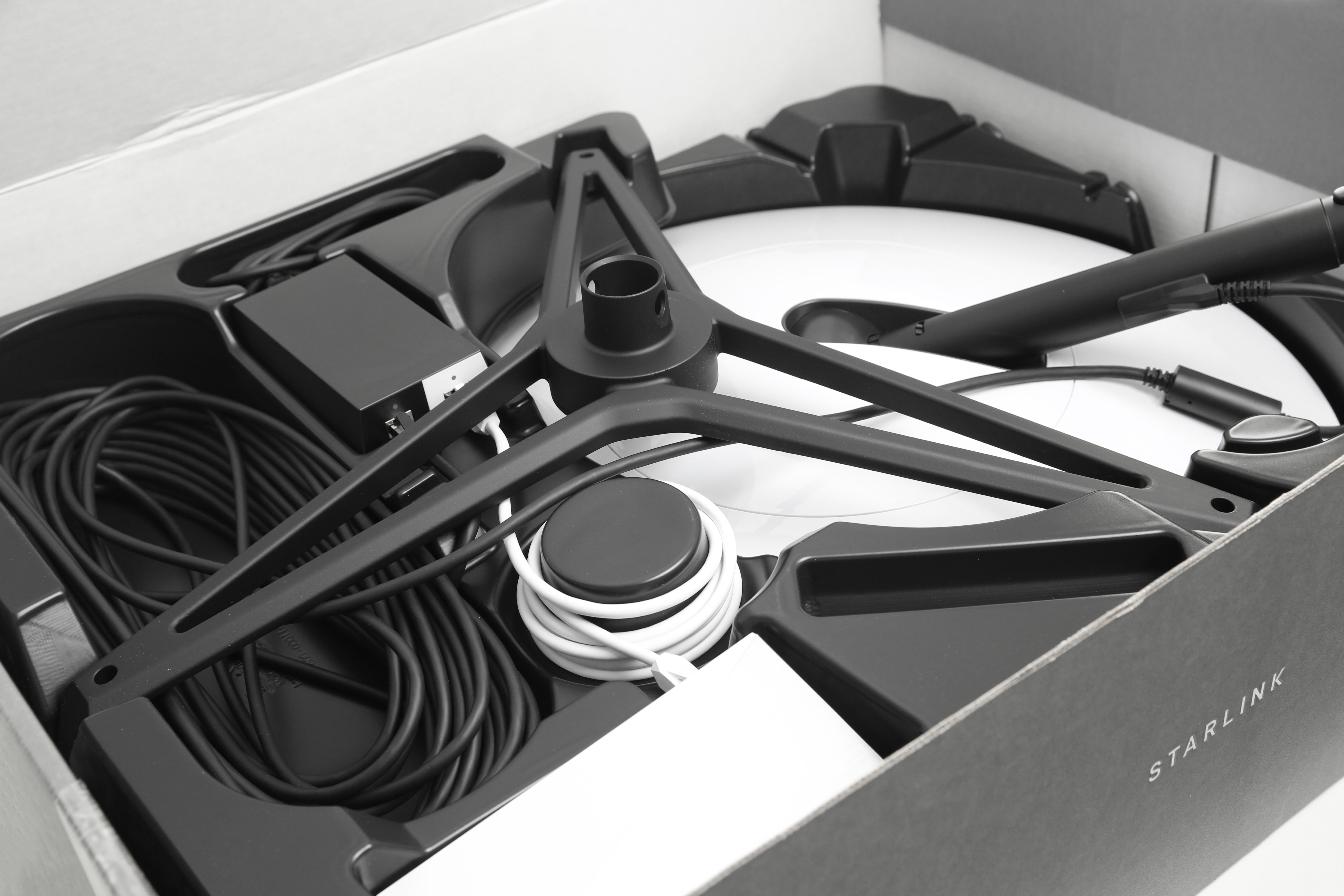
Thiết bị thu phát cho người dùng Starlink

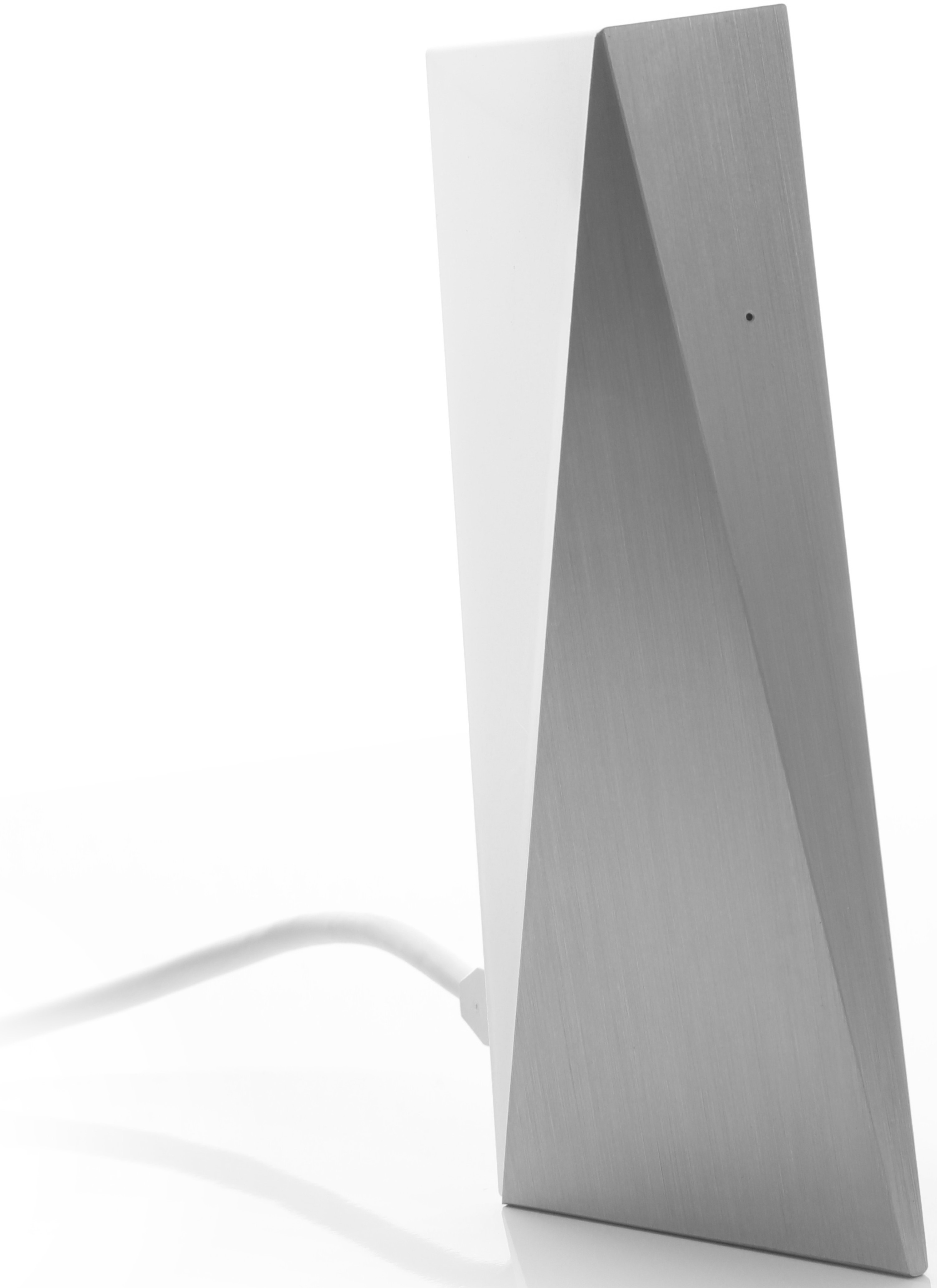
Bộ định tuyến Starlink

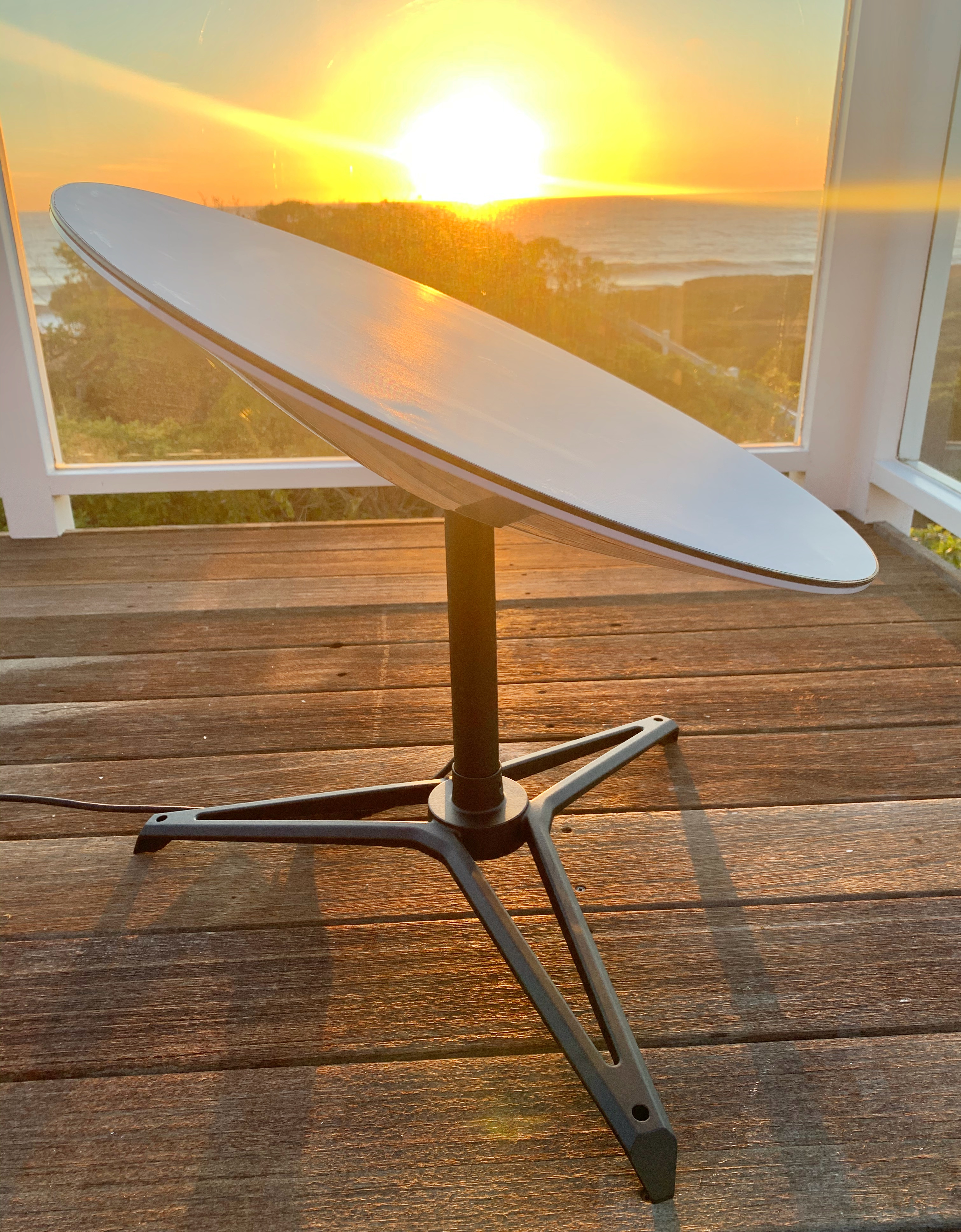
Đĩa ăng ten Starlink

Tính đến ngày 2 tháng 12 năm 2021, SpaceX đã phóng 1.892 vệ tinh Starlink, bao gồm các vệ tinh demo Tintin A và B. Họ có kế hoạch phóng thêm tới 60 chiếc cho mỗi chuyến bay Falcon 9, với các đợt phóng thường xuyên như vậy hai tuần một lần vào năm 2021.
Vào tháng 4 năm 2020, SpaceX đã sửa đổi kiến trúc của mạng Starlink. SpaceX đã nộp đơn lên Ủy ban Truyền thông Liên bang (FCC) đề xuất vận hành nhiều vệ tinh hơn ở quỹ đạo thấp trong giai đoạn đầu so với mức FCC đã cho phép trước đó. Giai đoạn đầu tiên vẫn sẽ bao gồm 1.440 vệ tinh trong lớp đầu tiên, quay quanh quỹ đạo ở độ cao 550 km (340 mi) trong các mặt phẳng nghiêng 53,0 °, không có thay đổi nào đối với lớp đầu tiên của hệ thống vệ tinh được phóng vào năm 2020.
- Lớp thứ nhất: 1.440 vệ tinh ở độ cao 550 km (340 mi) ở độ nghiêng 53,0 °
- Lớp thứ hai: 1.440 vệ tinh trong lớp dài 540 km (340 mi) ở độ nghiêng 53,2 °
- Lớp thứ ba: 720 vệ tinh trong một lớp dài 570 km (350 mi) ở độ nghiêng 70 °
- Lớp thứ tư: 336 vệ tinh trong một lớp dài 560 km (350 mi) ở 97,6 °
- Lớp thứ năm: 172 vệ tinh trong lớp dài 560 km (350 mi) ở 97,6 °

Trước đây SpaceX đã được FCC phê duyệt để vận hành 2.825 vệ tinh khác ở các quỹ đạo cao hơn từ 1.110 km (690 mi) đến 1.325 km (823 mi) theo quy định, trong các mặt phẳng quỹ đạo nghiêng 53,8 °, 70,0 °, 74,0 ° và 81,0 °. Kế hoạch sửa đổi do SpaceX đệ trình lên FCC nhằm đưa các vệ tinh băng Ku và băng tần Ka trong giai đoạn tiếp theo của mạng Starlink hoạt động ở độ cao từ 540 km (340 mi) đến 570 km (350 mi) ở độ nghiêng 53,2 °, 70,0 ° và 97,6 °. Lớp này bao gồm 4.408 vệ tinh Starlink, ít hơn một vệ tinh được hình dung theo kiến trúc trước đó. SpaceX có kế hoạch phóng 7.500 vệ tinh băng tần V khác lên quỹ đạo khoảng 345 km (214 mi). FCC đã phê duyệt đơn đăng ký vào tháng 4 năm 2021.
Vào tháng 6 năm 2020, SpaceX đã đăng ký tại Hoa Kỳ để sử dụng băng tần E trong hệ thống vệ tinh Gen2 của họ, dự kiến sẽ bao gồm 30.000 vệ tinh và cung cấp phạm vi phủ sóng toàn cầu.
Đến tháng 6 năm 2020, SpaceX đã đệ trình lên các cơ quan quản lý của Canada để xin giấy phép cung cấp dịch vụ Internet tốc độ cao Starlink tại Canada.
Đến tháng 8 năm 2020, một tên lửa Falcon  đã được sử dụng để đưa vệ tinh Starlink 9 với 58 nút chuyển tiếp băng thông rộng hơn, tạo nên tổng số 653 vệ tinh kể từ tháng 5 năm 2019. Thời điểm này SpaceX sản xuất khoảng 120 vệ tinh mỗi tháng.
Vào tháng 10 năm 2020, SpaceX tuyên bố có kế hoạch huỷ tất cả 60 vệ tinh v0.9 nguyên mẫu để "giảm thiểu các mảnh vỡ trên quỹ đạo". Tính đến tháng 10 năm 2020, 39 trong số 60 vệ tinh đã quay trở lại bầu khí quyển Trái đất. Vào tháng 10 năm 2020, Canada đã cấp giấy phép cho Starlink.
Vào ngày 4 tháng 11 năm 2020, SpaceX đã tiến hành thử nghiệm Starlink thứ một triệu nhằm tăng gấp đôi tốc độ kết nối. Những người thử nghiệm của Starlink đã báo cáo rằng tốc độ mạng lên đến 150 megabit/giây, cao hơn công bố của thử nghiệm công khai.
Vào ngày 6 tháng 11 năm 2020, Cơ quan Đổi mới, Khoa học và Phát triển Kinh tế Canada đã công bố phê duyệt theo quy định đối với hệ thống vệ tinh vệ tinh quỹ đạo Trái đất tầm thấp Starlink.
Ủy ban Truyền thông Liên bang đã trao cho SpaceX khoản trợ cấp liên bang trị giá gần 900 triệu đô la Mỹ để hỗ trợ khách hàng vùng nông thôn thông qua mạng Internet vệ tinh Starlink của công ty. SpaceX đã giành được trợ cấp để mang lại dịch vụ cho khách hàng ở 35 tiểu bang Hoa Kỳ. Nhóm vận động cho Free Press gọi giải thưởng của Starlink là "một boondoggle kiểu Hyperloop khác", cho thấy các ví dụ về các lãnh thổ được trao cho Starlink ở Thành phố New York, một trung tâm thương mại dải gần Sân bay Quốc tế McCarran ở Las Vegas và các khu đô thị khác được gắn nhãn là không được phục vụ bởi FCC. Hiệp hội Hợp tác xã Điện Nông thôn Quốc gia Mỹ cũng đã đệ đơn khiếu nại về giải thưởng cho Starlink.
SpaceX đã phát hành một nhóm 10 vệ tinh Starlink mới vào ngày 24 tháng 1 năm 2021, những vệ tinh Starlink đầu tiên trên quỹ đạo địa cực. Vụ phóng cũng vượt qua kỷ lục của ISRO về việc phóng nhiều vệ tinh nhất trong một nhiệm vụ (143), lên tới 1.025 vệ tinh tích lũy được triển khai cho Starlink cho đến thời điểm đó.
Vào tháng 2 năm 2021, SpaceX thông báo rằng Starlink có hơn 10.000 người dùng, và mở đơn đặt hàng trước cho công chúng.
Vào tháng 2 năm 2021, SpaceX đã hoàn thành việc huy động thêm 3,5 tỷ đô la Mỹ trong nguồn vốn trong sáu tháng trước đó, nhằm hỗ trợ giai đoạn cần nhiều vốn nhất của quá trình vận hành Starlink, cùng với việc phát triển hệ thống phóng Starship. Vào tháng 4 năm 2021, SpaceX xác định rõ rằng họ đã thử nghiệm hai thế hệ công nghệ Starlink mới, với thế hệ thứ hai rẻ hơn thế hệ thứ nhất. Thế hệ thứ ba, với các liên kết bằng laser, dự kiến sẽ bắt đầu được tung ra "trong vài tháng tới (và sẽ) rẻ hơn nhiều so với các phiên bản trước đó".
Vào tháng 3 năm 2021, SpaceX đã đưa một ứng dụng vào FCC cho các biến thể di động của thiết bị thu phát dành cho xe cộ, tàu thuyền và máy bay.
Đến tháng 5 năm 2021, SpaceX thông báo rằng họ đã có hơn 500.000 đơn đặt hàng Starlink của người tiêu dùng và gần 100.000 người dùng vào tháng 6 năm 2021. Google Cloud Platform và Microsoft Azure đã công bố các thoả thuận nhằm cung cấp các dịch vụ mạng và máy tính tại chỗ cho Starlink. Viasat đã thực hiện một số nỗ lực pháp lý nhằm tạm thời ngừng ra mắt Starlink.
Vào tháng 6 năm 2021, SpaceX đã nộp đơn cho FCC để sử dụng thiết bị thu phát Starlink di động trên các phương tiện phóng bay lên quỹ đạo Trái đất, sau khi đã thử nghiệm trước việc sử dụng mạng di động tốc độ cao trên một nguyên mẫu tên lửa vào tháng 5 năm 2021.
Vào tháng 10 năm 2021, SpaceX thông báo rằng Sanjay Bhargava, người đã từng làm việc với Elon Musk trong nhóm thành lập công ty thanh toán điện tử, PayPal, hiện sẽ đứng đầu liên doanh  vệ tinh băng thông rộng Starlink của tỷ phú công nghệ ở Ấn Độ.

## Các vụ phóng
Việc triển khai 1.440 vệ tinh đầu tiên nằm trong 72 mặt phẳng quỹ đạo của mỗi 20 vệ tinh, với góc nâng tối thiểu theo yêu cầu để cải thiện khả năng thu sóng: 25 ° thay vì 40 °Của hai lớp quỹ đạo còn lại. SpaceX đã phóng 60 vệ tinh đầu tiên của hệ thống vệ tinh này vào tháng 5 năm 2019 lên quỹ đạo 450 km (280 mi) và dự kiến có tới sáu lần phóng vào năm 2019, với 720 vệ tinh (12 × 60) được phóng liên tục vào năm 2020.
Vào tháng 8 năm 2019, SpaceX dự kiến sẽ có thêm 4 lần phóng vào năm 2019 (và ít nhất 9 lần phóng vào năm 2020, nhưng kể từ tháng 1 năm 2020, SpaceX đã kỳ vọng đã tăng lên tới 24 lần phóng vào năm 2020).
Vào tháng 3 năm 2020, SpaceX báo cáo họ sản xuất sáu vệ tinh mỗi ngày.
Các vệ tinh Starlink cũng được lên kế hoạch phóng bằng Starship, một tên lửa đang được phát triển của SpaceX, sẽ phóng 400 vệ tinh lên quỹ đạo cùng một lúc.
Vào tháng 2 năm 2021, Musk tuyên bố rằng các vệ tinh đang di chuyển trên 25 mặt phẳng quỹ đạo tập trung giữa 53 ° bắc và nam của đường xích đạo.

## Các quốc gia sử dụng
Để cung cấp dịch vụ vệ tinh cho bất kỳ quốc gia nào, Liên minh Viễn thông Quốc tế (ITU) và các hiệp ước quốc tế quy định nhà cung cấp phải được cấp quyền tại mỗi quốc gia. Do đó, mặc dù Starlink có phạm vi tiếp cận gần như toàn cầu ở vĩ độ dưới 60°, các dịch vụ mạng băng thông rộng đến các vùng nông thôn và vùng chưa được phục vụ chỉ có thể được cung cấp ở khoảng 19 quốc gia. Tính đến tháng 11 năm 2021, các dịch vụ của Starlink đã được cung cấp ở 21 quốc gia. Nhà cung cấp dịch vụ di động lớn của Nhật Bản KDDI đã công bố hợp tác với SpaceX để bắt đầu cung cấp kết nối mở rộng vào năm 2022, thông qua 1.200 tháp di động từ xa.
| #  | Khu vực        | Quốc gia       | Ngày cung cấp                                                                                | Trạng thái           |
| -- | -------------- | -------------- | -------------------------------------------------------------------------------------------- | -------------------- |
| 1  | Bắc Mỹ         | Hoa Kỳ         | Thử nghiệm giới hạn vào tháng 8 năm 2020, thử nghiệm công khai vào tháng 11 năm 2020         | Thử nghiệm công khai |
| 2  | Bắc Mỹ         | Canada         | Tháng 1 năm 2021                                                                             | Thử nghiệm công khai |
| 3  | Châu Âu        | Vương quốc Anh | Tháng 1 năm 2021                                                                             | Thử nghiệm công khai |
| 4  | Châu Âu        | Đức            | Tháng 3 năm 2021                                                                             | Thử nghiệm công khai |
| 5  | Châu Đại Dương | New Zealand    | Tháng 4 năm 2021                                                                             | Thử nghiệm công khai |
| 6  | Châu Đại Dương | Australia      | Tháng 4 năm 2021                                                                             | Thử nghiệm công khai |
| 7  | Châu Âu        | Pháp           | Tháng 5 năm 2021                                                                             | Thử nghiệm công khai |
| 8  | Châu Âu        | Austria        | Tháng 5 năm 2021                                                                             | Thử nghiệm công khai |
| 9  | Châu Âu        | Netherlands    | Tháng 5 năm 2021                                                                             | Thử nghiệm công khai |
| 10 | Châu Âu        | Belgium        | Tháng 5 năm 2021                                                                             | Thử nghiệm công khai |
| 11 | Châu Âu        | Ireland        | Bản dùng thử có giới hạn vào tháng 4 năm 2021, bản thử nghiệm công khai vào tháng 7 năm 2021 | Thử nghiệm công khai |
| 12 | Châu Âu        | Denmark        | Tháng 7 năm 2021                                                                             | Thử nghiệm công khai |
| 13 | Nam Mỹ         | Chile          | Bản dùng thử có giới hạn tháng 7 năm 2021, bản thử nghiệm công khai tháng 9 năm 2021         | Thử nghiệm công khai |
| 14 | Châu Âu        | Portugal       | Tháng 8 năm 2021                                                                             | Thử nghiệm công khai |
| 15 | Châu Âu        | Switzerland    | Tháng 8 năm 2021                                                                             | Thử nghiệm công khai |
| 16 | Châu Âu        | Poland         | Tháng 9 năm 2021                                                                             | Thử nghiệm công khai |
| 17 | Châu Âu        | Italy          | Tháng 9 năm 2021                                                                             | Thử nghiệm công khai |
| 18 | Châu Âu        | Czech Republic | Tháng 9 năm 2021                                                                             | Thử nghiệm công khai |
| 19 | Bắc Mỹ         | Mexico         | Tháng 11 năm 2021                                                                            | Thử nghiệm công khai |
| 20 | Châu Âu        | Croatia        | Tháng 11 năm 2021                                                                            | Thử nghiệm công khai |
| 21 | Châu Âu        | Sweden         | Tháng 11 năm 2021                                                                            | Thử nghiệm công khai |
| 22 | Châu Âu        | Lithuania      | December 2021                                                                                | Thử nghiệm công khai |

## Dịch vụ
SpaceX dự định sẽ cung cấp kết nối internet vệ tinh đến các khu vực chưa được phục vụ trên hành tinh, cũng như cung cấp dịch vụ giá cả cạnh tranh ở các khu vực đô thị hóa. Công ty đã tuyên bố rằng dòng tiền từ việc bán các dịch vụ internet vệ tinh rất cần thiết trong việc tài trợ cho các kế hoạch sao Hỏa của họ.
Vào đầu năm 2015, hai doanh nhân đã công bố dự án Internet vệ tinh trong cùng một tuần. Ngoài Giám đốc điều hành SpaceX, Elon Musk, công bố dự án sau này được đặt tên là Starlink, Richard Branson đã công bố đầu tư vào OneWeb, một hệ thống tương tự với khoảng 700 vệ tinh được lên kế hoạch đã mua giấy phép tần số liên lạc cho phổ vô tuyến của họ.
Sau những thất bại của các dự án không gian từ vệ tinh đến người tiêu dùng trước đây, nhà tư vấn ngành công nghiệp vệ tinh Roger Rusch cho rằng vào năm 2015, "Rất khó để bạn kinh doanh thành công từ việc này". Musk công khai thừa nhận và cho biết vào giữa năm 2015, trong khi nỗ lực phát triển hệ thống liên lạc trên không gian phức tạp này, ông muốn tránh việc kéo dài công ty và tuyên bố rằng chúng được đo lường theo tốc độ phát triển của mình.  Tuy nhiên, các tài liệu nội bộ bị rò rỉ vào tháng 2 năm 2017 chỉ ra rằng SpaceX dự kiến sẽ đạt doanh thu hơn 30 tỷ đô la Mỹ vào năm 2025 từ hệ thống vệ tinh của mình, trong khi doanh thu từ hoạt động kinh doanh phóng của công ty dự kiến đạt 5 tỷ đô la Mỹ trong cùng năm.
Vào tháng 2 năm 2015, các nhà phân tích tài chính đã đặt câu hỏi về các nhà điều hành hệ thống vệ tinh liên lạc quỹ đạo không đồng bộ địa lý SpaceX và OneWeb LEO về cách họ dự định ứng phó với mối đe dọa cạnh tranh của vệ tinh truyền thông.  Vào tháng 10 năm 2015, Chủ tịch SpaceX Gwynne Shotwell chỉ ra rằng quá trình phát triển vẫn tiếp tục, việc triển khai một hệ thống mạng vệ tinh lâu dài vẫn còn ở giai đoạn đầu.
Sau lần phóng 60 vệ tinh đầu tiên của hệ thống vệ tinh vào năm 2019, SpaceX cho rằng họ sẽ cần 420 vệ tinh trong hệ thống để đạt được phạm vi phủ sóng băng thông rộng nhỏ của Trái đất và 780 vệ tinh trong số khoảng 1.600 vệ tinh đầu tiên để cung cấp phạm vi phủ sóng vừa phải.
Vào ngày 17 tháng 4 năm 2020, trong tài liệu gửi cho FCC, SpaceX cho biết độ cao thấp hơn sẽ đưa vệ tinh đến gần hơn với khách hàng Starlink và cho phép mạng "cung cấp băng thông rộng có độ trễ thấp cho những người Mỹ không được phục vụ ngang bằng với dịch vụ trước đây chỉ có ở thành thị". Thay đổi cũng sẽ cải thiện dịch vụ cho người dùng ở các vùng cực và cho phép triển khai mạng nhanh hơn. Các quỹ đạo thấp hơn sẽ giúp đảm bảo các vệ tinh quay trở lại bầu khí quyển trong thời gian ngắn hơn trong trường hợp vệ tinh bị hỏng và sẽ cho phép chúng phát tín hiệu ở mức công suất thấp vì chúng ở gần Trái đất hơn, điều mà SpaceX cho rằng sẽ giảm nhiễu sóng vô tuyến với các mạng không dây vệ tinh và mặt đất khác.
SpaceX có kế hoạch dài hạn để phát triển và triển khai một phiên bản của hệ thống liên lạc vệ tinh phục vụ sao Hỏa.
Phiên bản ban đầu của Starlink bị giới hạn hoạt động trong vòng vài dặm tính từ địa chỉ đã đăng ký của khách hàng. Vào tháng 4 năm 2021, Musk đã tweet rằng người dùng sẽ có thể di chuyển thiết bị thu phát Starlink đến bất kỳ đâu vào cuối năm sau khi có thêm nhiều lần phóng vệ tinh và cập nhật phần mềm.

## Công nghệ

### Thiết kế và trạng thái hệ thống
Bao gồm các thế hệ vệ tinh v0.9 và cao hơn. Không bao gồm vệ tinh thử nghiệm Tintin A và Tintin B.
| Giai đoạn | Nhóm   | Lớp quỹ đạo         | Lớp quỹ đạo | Mặt phẳng quỹ đạo | Mặt phẳng quỹ đạo | Mặt phẳng quỹ đạo    | Ngày hoàn thành dự kiến | Ngày hoàn thành dự kiến | Các vệ tinh đã triển khai            | Các vệ tinh đã triển khai             |
| --------- | ------ | ------------------- | ----------- | ----------------- | ----------------- | -------------------- | ----------------------- | ----------------------- | ------------------------------------ | ------------------------------------- |
| Giai đoạn | Nhóm   | Độ cao              | Số vệ tinh  | Độ nghiêng        | Mảng              | Số vệ tinh trên mảng | Một nửa                 | Toàn bộ                 | Đang hoạt động, 19 tháng 12 năm 2021 | Không hoạt động, 19 tháng 12 năm 2021 |
| 1         |        | 550 km (340 mi)     | 1584        | 53.0°             | 72                | 22                   | Tháng 3 năm 2024        | Tháng 3 năm 2027        | 1,561                                | 164                                   |
| 1         | Nhóm 4 | 540 km (340 mi)     | 1584        | 53.2°             | 72                | 22                   | Tháng 3 năm 2024        | Tháng 3 năm 2027        | 152                                  | 1                                     |
| 1         | Nhóm 2 | 570 km (350 mi)     | 720         | 70°               | 36                | 20                   | Tháng 3 năm 2024        | Tháng 3 năm 2027        | 51                                   | 0                                     |
| 1         |        | 560 km (350 mi)     | 336         | 97.6°             | 6                 | 58                   | Tháng 3 năm 2024        | Tháng 3 năm 2027        | 11                                   | 2                                     |
| 1         | 172    | 560 km (350 mi)     | 4           | 97.6°             | 43                | 0                    | Tháng 3 năm 2024        | Tháng 3 năm 2027        |                                      |                                       |
| 2         |        | 335.9 km (208.7 mi) | 2493        | 42.0°             |                   |                      | Tháng 11 năm 2024       | Tháng 11 năm 2027       | 0                                    |                                       |
| 2         |        | 340.8 km (211.8 mi) | 2478        | 48.0°             |                   |                      | Tháng 11 năm 2024       | Tháng 11 năm 2027       | 0                                    |                                       |
| 2         |        | 345.6 km (214.7 mi) | 2547        | 53.0°             |                   |                      | Tháng 11 năm 2024       | Tháng 11 năm 2027       | 0                                    |                                       |

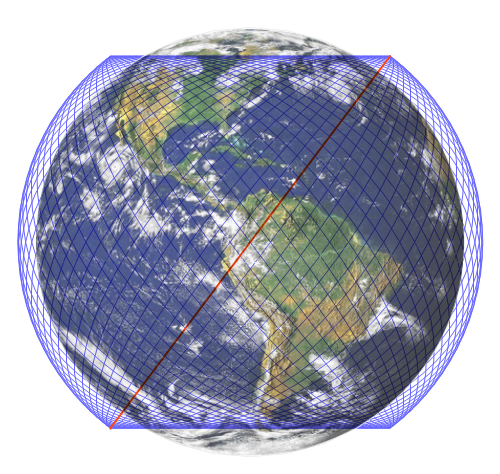
Hệ thống Starlink giai đoạn 1, lớp quỹ đạo thứ nhất: 72 quỹ đạo với 22 vệ tinh mỗi quỹ đạo, do đó có 1584 vệ tinh ở độ cao 550 km

Ban đầu, thiết kế thiết lập các vệ tinh giai đoạn 1 ở độ cao khoảng 1.100 - 1.300 km. SpaceX yêu cầu hạ thấp 1584 vệ tinh đầu tiên và chậm nhất đến tháng 4 năm 2020 phải hạ tất cả các vệ tinh có quỹ đạo cao hơn khác xuống còn khoảng 550 km. Sửa đổi này đã được phê duyệt vào tháng 4 năm 2021.

### Phần cứng vệ tinh
Các vệ tinh Internet dự kiến sẽ thuộc loại vệ tinh nhỏ (từ 100 đến 500 kg (220 đến 1.100 lb)) và dự định đặt trong quỹ đạo Trái đất thấp (LEO) ở độ cao khoảng 1.100 km (680 mi) , theo công bố vào năm 2015. Trong sự kiện này, lần đầu tiên SpaceX triển khai 60 vệ tinh vào tháng 5 năm 2019. Vệ tinh nặng 227 kg (500 lb) đặt ở độ cao tương đối thấp 550 km (340 mi), do lo ngại về môi trường không gian. Các kế hoạch ban đầu (tính đến tháng 1 năm 2015) là tạo thành hệ thống với khoảng 4.000 vệ tinh liên kết chéo, nhiều hơn gấp đôi so với số vệ tinh đang hoạt động trên quỹ đạo hiện tại.
Các vệ tinh sẽ sử dụng các liên kết quang học và công nghệ xử lý kỹ thuật số theo giai đoạn trong các dải băng tần Ku và Ka, theo các tài liệu nộp cho Ủy ban Truyền thông Liên bang Hoa Kỳ (FCC). Trong khi các chi tiết cụ thể của công nghệ mảng theo từng giai đoạn đã được tiết lộ như một phần của ứng dụng tần số, SpaceX đã bảo mật các chi tiết của công nghệ liên kết quang học giữa các vệ tinh. Các vệ tinh ban đầu được phóng mà không có liên kết laser. Các liên kết laser giữa các vệ tinh đã được thử nghiệm thành công vào cuối năm 2020.
Các vệ tinh sẽ được sản xuất hàng loạt, với chi phí thấp hơn nhiều so với các vệ tinh hiện có trước đây. Musk nói, "Chúng tôi sẽ thử làm cho vệ tinh những gì chúng tôi đã làm cho tên lửa."; "Để cách mạng hóa không gian, chúng tôi phải giải quyết cả vệ tinh và tên lửa."; "Các vệ tinh nhỏ rất quan trọng để giảm chi phí Internet và truyền thông trên không gian ".
Vào tháng 2 năm 2015, SpaceX đã yêu cầu FCC xem xét việc sử dụng phát minh mới của mình với phổ băng tần Ka trong tương lai trước khi FCC cam kết các quy định về mạng truyền thông 5G, vì SpaceX là một công ty mới tham gia vào thị trường truyền thông vệ tinh. Hệ thống vệ tinh liên lạc quỹ đạo địa tĩnh SpaceX sẽ hoạt động ở dải tần số cao trên 24 GHz, "nơi các ăng ten thu phát của các trạm mặt đất có thể chịu tác động của nhiễu từ các đường truyền trên mặt đất" . [151]
Lưu lượng truy cập Internet qua vệ tinh địa tĩnh có độ trễ khứ hồi theo lý thuyết tối thiểu là 477 mili giây (mili giây; giữa người dùng và cổng mặt đất), nhưng trên thực tế, các vệ tinh hiện tại có độ trễ từ 600 mili giây trở lên. Các vệ tinh Starlink đang quay xung quanh ở độ cao 1⁄105 đến 1⁄30 độ cao của quỹ đạo địa tĩnh, do đó cung cấp độ trễ thực tế hơn khoảng 25 đến 35 ms, tương đương với các mạng cáp và cáp quang hiện có. Hệ thống sẽ sử dụng một giao thức mới, peer-to-peer, được cho là "đơn giản hơn IPv6", nó cũng sẽ kết hợp mã hóa end-to-end nguyên bản.
Các vệ tinh Starlink sử dụng động cơ đẩy hiệu ứng Hall với khí krypton để nâng quỹ đạo và giữ ổn định. Động cơ đẩy Krypton Hall có xu hướng xói mòn kênh nhiên liệu cao hơn đáng kể so với hệ thống đẩy điện tương tự hoạt động bằng khí xenon, nhưng khí krypton dồi dào hơn và có giá thành rẻ hơn rất nhiều.

### Thiết bị thu phát mặt đất

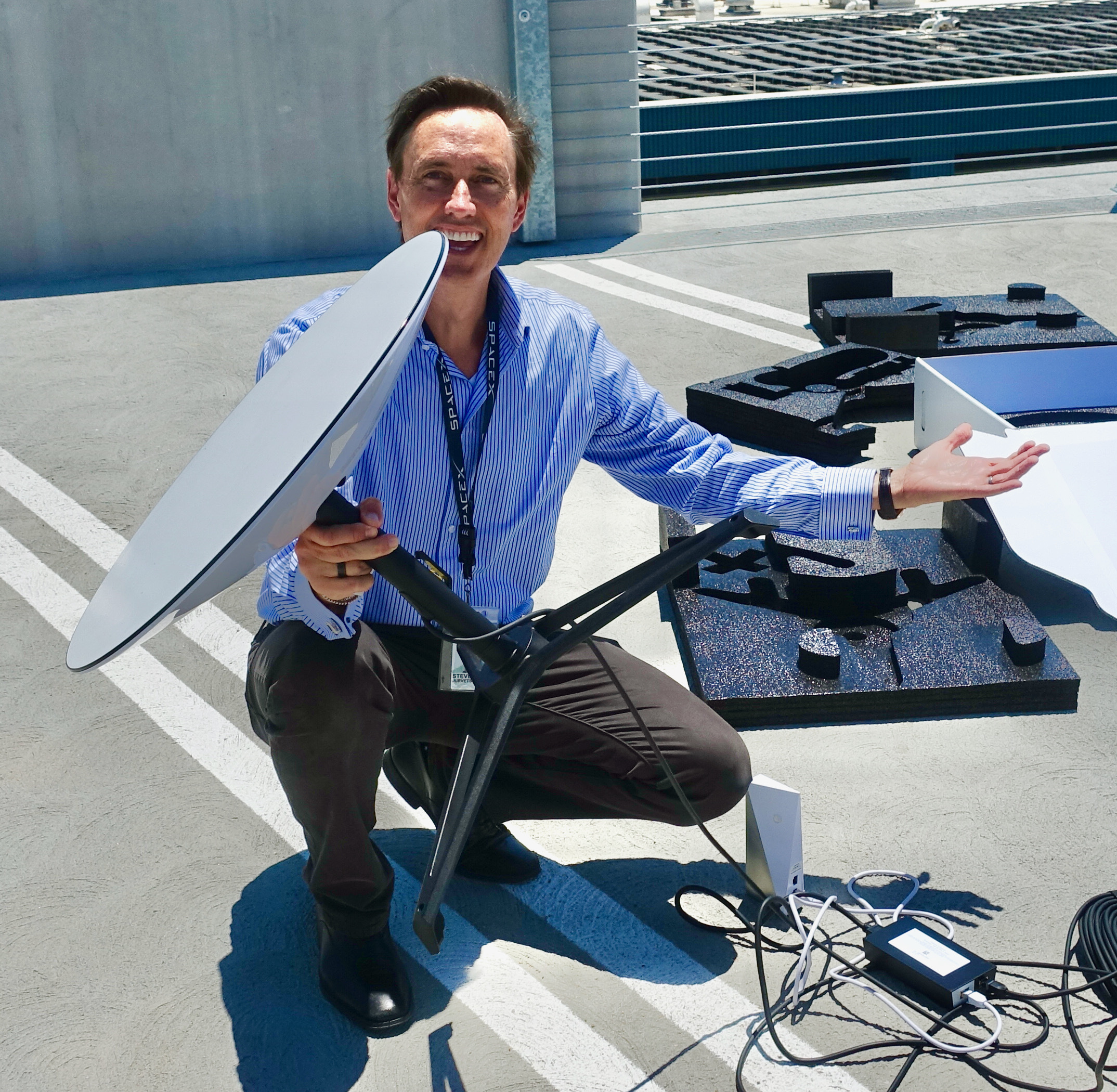
Steve Jurvetson, thành viên hội đồng quản trị SpaceX, đang cầm thiết bị thu phát dành cho người dùng Starlink.

Hệ thống sẽ không được kết nối trực tiếp từ vệ tinh của nó với thiết bị (không giống như các hệ thống vệ tinh Iridium, Globalstar, Thuraya và Inmarsat tương tự). Thay vào đó, nó sẽ được kết nối với thiết bị thu phát có kích thước bằng hộp bánh pizza, có ăng-ten xoay theo từng giai đoạn và theo dõi các vệ tinh. Các thiết bị thu phát có thể được gắn ở bất cứ đâu, miễn là chúng có thể hướng lên bầu trời, bao gồm cả các vật thể chuyển động nhanh như tàu hoả. Ảnh chụp ăng-ten của khách hàng bắt đầu xuất hiện trên internet vào tháng 6 năm 2020, với nhận xét thiết bị thu phát trông giống như "UFO trên một chiếc gậy. Thiết bị có thể tự điều chỉnh góc để tối ưu tín hiệu. Ăng-ten được gọi trong nội bộ công ty với tên "Dishy McFlatface".
Các báo cáo hạn chế từ những người dùng thử nghiệm sớm của chòm saohệ thống vệ tinh vào tháng 8 năm 2020 cho thấy người dùng có tốc độ tải xuống từ 11 đến 60 Mbit/s và tốc độ tải lên từ 5 đến 18 Mbit/s. Vào tháng 10 năm 2020, SpaceX đã ra mắt dịch vụ thử nghiệm trả phí ở Hoa Kỳ có tên "Better Than Nothing Beta", có giá 499 đô la Mỹ cho một thiết bị thu phát người dùng, với dự kiến cung cấp "50 Mbps đến 150 Mbps và độ trễ từ 20 ms đến 40 ms trong vài tháng tới ". Từ tháng 1 năm 2021, dịch vụ thử nghiệm trả phí đã được mở rộng sang các lục địa khác, bắt đầu ở Vương quốc Anh.

### Trạm thu phát trên biển
Vào tháng 9 năm 2020, SpaceX đã nộp đơn xin phép đặt thiết bị thu phát trên 10 tàu của mình.

### Thử nghiệm quân sự
Vào năm 2019, các thử nghiệm của Phòng thí nghiệm Nghiên cứu Không quân Hoa Kỳ (AFRL) đã chứng minh liên kết dữ liệu 610 Mbit/s thông qua Starlink với máy bay Beechcraft C-12 Huron đang bay. Ngoài ra, vào cuối năm 2019, Không quân Hoa Kỳ đã thử nghiệm thành công kết nối với Starlink trên AC-130 Gunship.
Vào năm 2020, Không quân Hoa Kỳ đã sử dụng Starlink để hỗ trợ hệ thống quản lý Chiến trường Tiên tiến của mình trong một cuộc tập trận bắn đạn thật. Họ đã chứng minh Starlink kết nối với "nhiều loại tài sản trên không và trên đất liền" bao gồm cả Boeing KC-135 Stratotanker.

### Trạm mặt đất
SpaceX đã nộp đơn lên FCC cho ít nhất 32 trạm mặt đất ở Hoa Kỳ và tính đến tháng 7 năm 2020, họ đã có sự chấp thuận cho năm trạm trong số đó (ở năm tiểu bang khác nhau). Các trạm mặt đất của SpaceX cũng sẽ được lắp đặt tại các trung tâm dữ liệu của Google trên toàn thế giới.

### Các loại vệ tinh

#### MicroSat
Ban đầu, MicroSat-1a và MicroSat-1b dự kiến sẽ được phóng lên quỹ đạo tròn ở độ cao 625 km (388 mi), độ nghiêng xấp xỉ 86,4°, bao gồm các máy ảnh panchromatic để quay phim hình ảnh Trái đất và vệ tinh. Hai vệ tinh, "MicroSat-1a" và "MicroSat-1b" được thiết kế để phóng cùng nhau dưới dạng trọng tải thứ cấp trên một trong các chuyến bay Iridium-NEXT, nhưng thay vào đó chúng được sử dụng cho các cuộc thử nghiệm trên mặt đất.

#### Tintin
Vào tháng 6 năm 2015, SpaceX đã tuyên bố kế hoạch phóng hai vệ tinh trình diễn đầu tiên vào năm 2016, nhưng sau đó đã được dời sang năm 2018. SpaceX bắt đầu phóng thử nghiệm các vệ tinh của họ vào năm 2018. Hai vệ tinh giống hệt nhau được gọi là MicroSat-2a và MicroSat-2b, được đổi tên thành Tintin A và Tintin B được phóng lên quỹ đạo vào ngày 22 tháng 2 năm 2018. Các vệ tinh được phóng bằng tên lửa Falcon 9.
Tintin A và B được đưa vào quỹ đạo dài 514 km (319 mi). Theo hồ sơ FCC, chúng được dự định nâng lên quỹ đạo 1.125 km (699 mi), độ cao hoạt động của vệ tinh Starlink LEO theo hồ sơ quy định sớm nhất, nhưng vẫn gần với quỹ đạo ban đầu của chúng. SpaceX đã thông báo vào tháng 11 năm 2018 rằng họ muốn vận hành một lớp vệ tinh ban đầu khoảng 1600 vệ tinh trong hệ thống ở độ cao quỹ đạo khoảng 550 km (340 mi), độ cao tương tự như các quỹ đạo mà Tintin A và B.
Các vệ tinh quay quanh quỹ đạo Trái đất thấp ở độ cao khoảng 500 km (310 mi), có độ nghiêng cao trong thời gian dự kiến từ sáu đến mười hai tháng. Các vệ tinh liên lạc với ba trạm mặt đất thử nghiệm ở bang Washington và California để thực hiện các thí nghiệm ngắn hạn với thời lượng dưới mười phút mỗi ngày.

#### V0.9 (thử nghiệm)
60 vệ tinh Starlink v0.9, được phóng vào tháng 5 năm 2019, có các đặc điểm sau:
- Thiết kế bảng điều khiển phẳng với nhiều ăng-ten băng tần cao và một pin năng lượng mặt trời duy nhất.
- Khối lượng: 227 kg (500 lb).
- Động cơ hiệu ứng Hall sử dụng krypton làm nhiên liệu, để điều chỉnh vị trí trên quỹ đạo, duy trì độ cao.
- Hệ thống định vị Star Tracker.
- Có thể sử dụng dữ liệu mảnh vỡ do Bộ Quốc phòng cung cấp để tự động tránh va chạm.
- Độ cao 550 km (340 dặm).
- 95% "tất cả các thành phần của thiết kế này sẽ nhanh chóng bốc cháy trong bầu khí quyển của Trái đất vào cuối vòng đời của mỗi vệ tinh".

#### V1.0 (đang hoạt động)
Các vệ tinh Starlink v1.0, được phóng từ tháng 11 năm 2019, có các đặc điểm bổ sung sau:
- 100% "tất cả các thành phần của thiết kế này sẽ nhanh chóng cháy trong bầu khí quyển của Trái đất vào cuối vòng đời của mỗi vệ tinh."
- Thêm vào ăng ten băng tần Ka.
- Khối lượng: 260 kg (570 lb).
- Một trong số chúng, được đánh số 1130 và được gọi là DarkSat, đã giảm độ phản xạ ánh sáng bằng cách sử dụng một lớp phủ đặc biệt, nhưng phương pháp này đã bị loại bỏ do các vấn đề nhiệt và hệ số phản xạ IR.
- Các vệ tinh gần đây có kính che để chặn ánh sáng mặt trời phản xạ từ các bộ phận của vệ tinh.

#### V1.5 (đang hoạt động)
Lô 10 vệ tinh đầu tiên được phóng lên quỹ đạo cực 97,5 ° vào ngày 24 tháng 1 năm 2021 sử dụng tia laser để liên lạc giữa các vệ tinh.
Thêm 338 vệ tinh được trang bị laser sẽ phóng lên quỹ đạo địa cực từ Vandenberg. SpaceX đã phóng 51 vệ tinh được trang bị laser này vào ngày 14 tháng 9 năm 2021.

#### V2.0 (dự định)
SpaceX đang chuẩn bị cho việc sản xuất vệ tinh Starlink v2.0 vào năm 2021.  Vệ tinh Starlink v2.0 sẽ "có nhiều khả năng hơn" so với v1.5 và dự kiến bắt đầu phóng lên vào năm 2022.

## Vệ tinh quân sự
Vào tháng 10 năm 2020, Cơ quan Phát triển Không gian (SDA) đã trao cho SpaceX một hợp đồng ban đầu trị giá 150 triệu đô la để phát triển phiên bản quân sự của vệ tinh Starlink. Nhóm vệ tinh đầu tiên được lên kế hoạch phóng vào tháng 9 năm 2022 với mục đích tạo thành một phần của Lớp theo dõi Kiến trúc Không gian Phòng thủ Quốc gia của Lực lượng Vũ trụ NDSA.
NDSA sẽ bao gồm bảy lớp theo khái niệm từ hệ thống Brilliant Pebbles trước đây. Trước đây, vì lo ngại chi phí cao khiến chương trình bị huỷ bỏ. Nhưng SpaceX và các hệ thống phóng có thể tái sử dụng đã giảm bớt lo ngại theo phân tích của Văn phòng Ngân sách Quốc hội năm 2019. Hệ thống mới và sự phát triển của công nghệ, chẳng hạn như thiết bị liên lạc bằng laser quang học trong không gian đã thúc đẩy Starlink.
Mặc dù phần lớn chương trình được phân loại, nhưng nó bao gồm các lớp vệ tinh LEO, một số chứa các thiết bị đánh chặn trong không gian để theo dõi và vô hiệu hóa các mối đe dọa được nhận biết như tên lửa đạn đạo. Đại úy Joshua Daviscourt, Không quân Hoa Kỳ cho biết các hệ thống vệ tinh sẽ bao gồm các phương tiện tái nhập siêu âm hoặc các tên lửa siêu nhỏ, với 100 tên lửa đánh chặn trên mỗi vệ tinh. Các nghiên cứu trước đây của Hội đồng Nghiên cứu Quốc gia cho thấy các vệ tinh đánh chặn trên không gian có thể tác động động học đến mục tiêu trong vòng 2 phút sau khi bắt đầu phóng từ quỹ đạo.  Tuy nhiên, Liên minh các nhà khoa học cảnh báo rằng những hệ thống vũ khí được trang bị xung quanh Trái đất sẽ làm leo thang căng thẳng với Nga và Trung Quốc và gọi dự án là "về cơ bản gây mất ổn định".
Việc phát triển vệ tinh quân sự của Starlink được giám sát nội bộ tại SpaceX bởi tướng Terrence J. O'Shaughnessy đã nghỉ hưu.

## Cạnh tranh và ảnh hưởng thị trường
Ngoài hệ thống vệ tinh OneWeb được công bố gần như cùng lúc với hệ thống vệ tinh SpaceX, một đề xuất năm 2015 từ Samsung đã phác thảo một hệ thống gồm 4.600 vệ tinh quay xung quanh Trái đất ở độ cao 1.400 km (870 mi), có thể cung cấp công suất zettabyte mỗi tháng trên toàn thế giới, tương đương 200 gigabyte mỗi tháng cho 5 tỷ người dùng dữ liệu Internet, nhưng đến năm 2020 không có thêm thông tin công khai nào được công bố về hệ thống vệ tinh Samsung. Telesat đã công bố một hệ thống vệ tinh gồm 117 vệ tinh vào năm 2015 với kế hoạch cung cấp dịch vụ ban đầu vào năm 2021. Amazon đã công bố một hệ thống vệ tinh internet băng thông rộng vào tháng 4 năm 2019, lên kế hoạch phóng 3.236 vệ tinh trong thập kỷ tới trong Dự án Kuiper - một hệ thống vệ tinh sẽ hoạt động cùng với mạng lưới lớn gồm 12 vệ tinh đã được công bố trước đây của Amazon. Các trạm mặt đất của vệ tinh ("đơn vị trạm mặt đất AWS") được công bố vào tháng 11 năm 2018.
Đến tháng 10 năm 2017, kỳ vọng về sự gia tăng dung lượng mạng vệ tinh từ các hệ thống vệ tinh băng thông rộng có độ cao thấp hơn mới nổi đã khiến các công ty thị trường hủy bỏ một số khoản đầu tư đã lên kế hoạch vào các vệ tinh truyền thông băng thông rộng quỹ đạo không đồng bộ địa lý mới.

## Chỉ trích

### Ô nhiễm ánh sáng

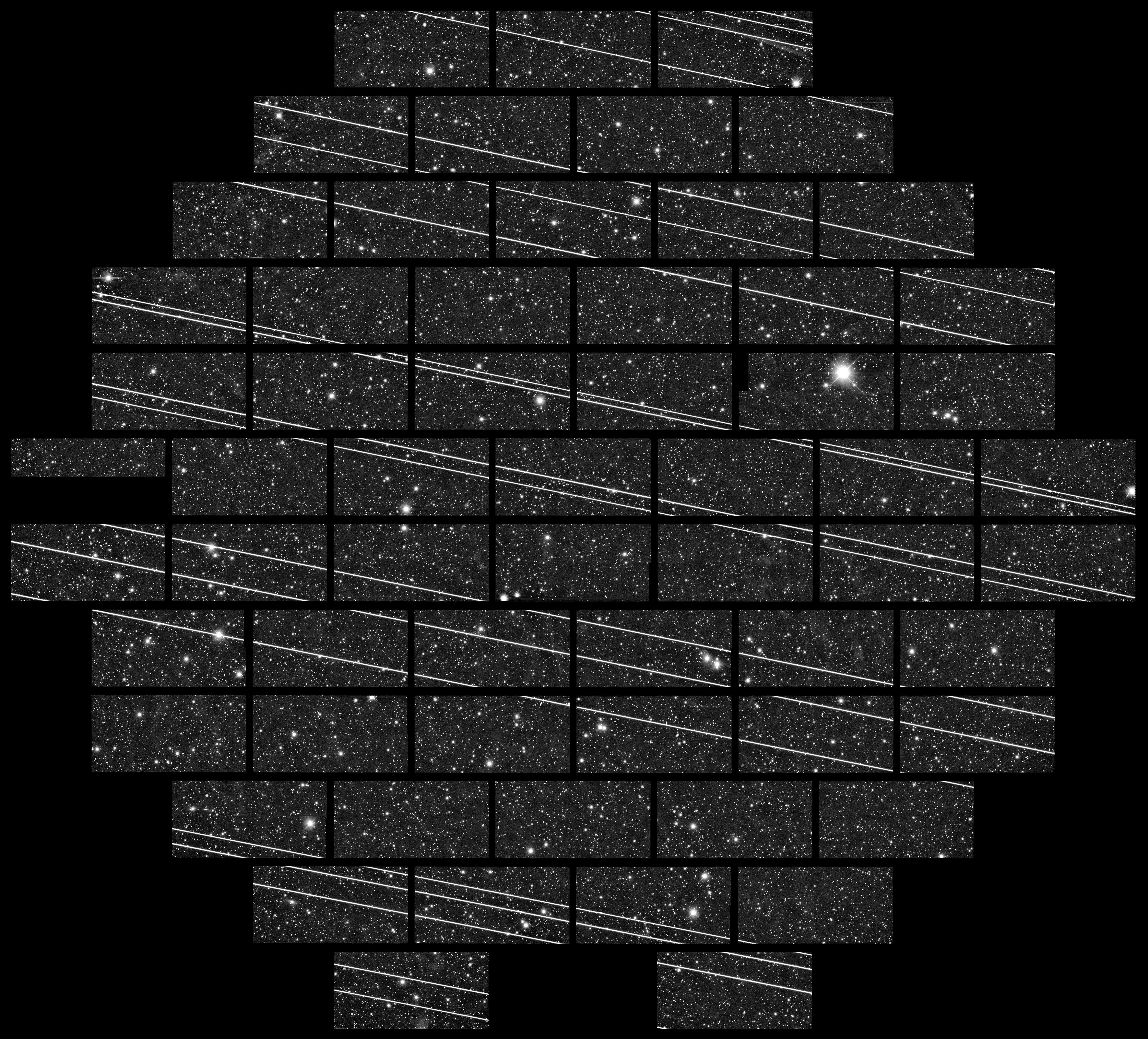
Ô nhiễm tín hiệu khi phơi sáng 333 giây (ảnh chụp từ kính viễn vọng 4 mét Blanco tại Đài thiên văn liên Mỹ Cerro Tololo)

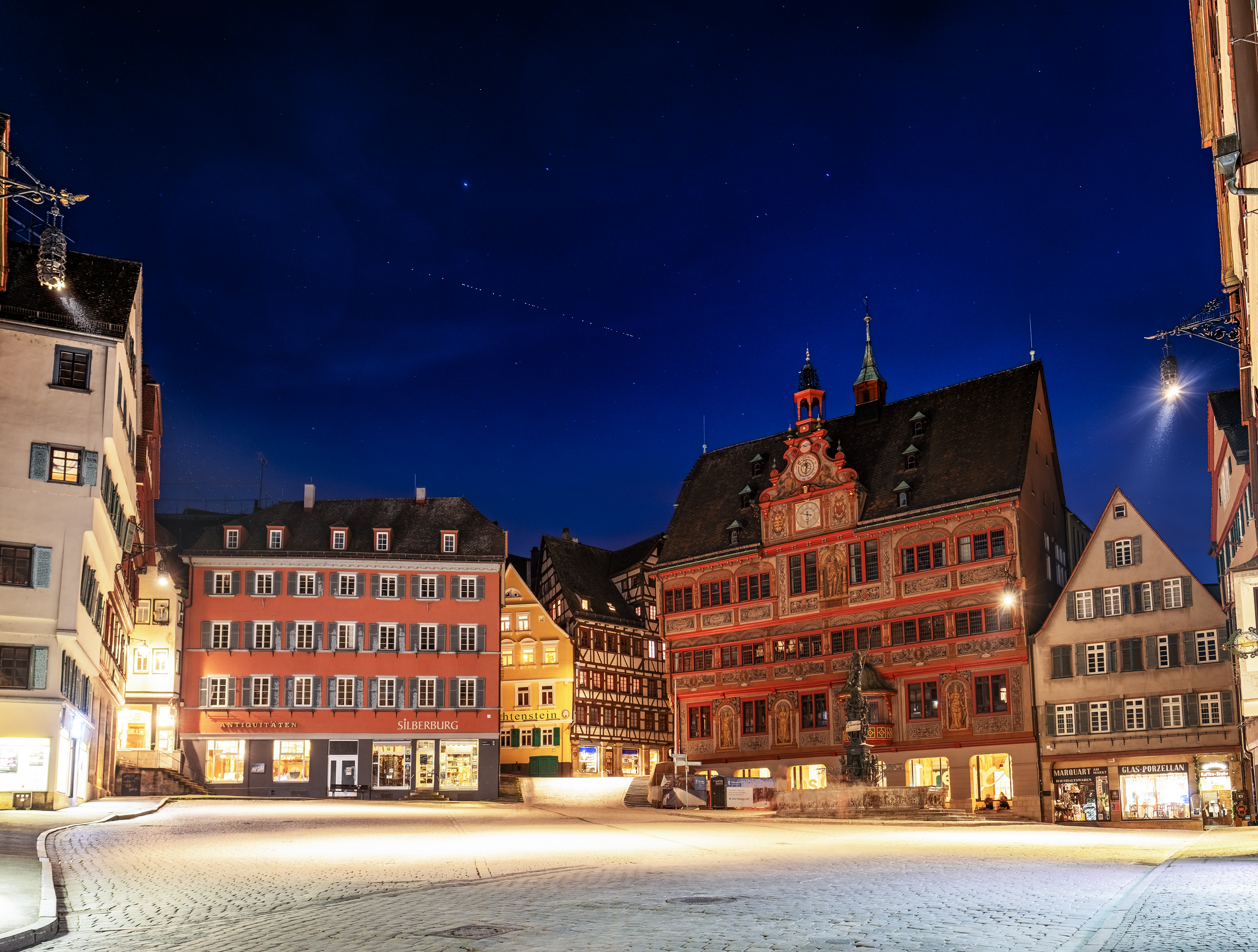
Starlink ở Tübingen, Đức

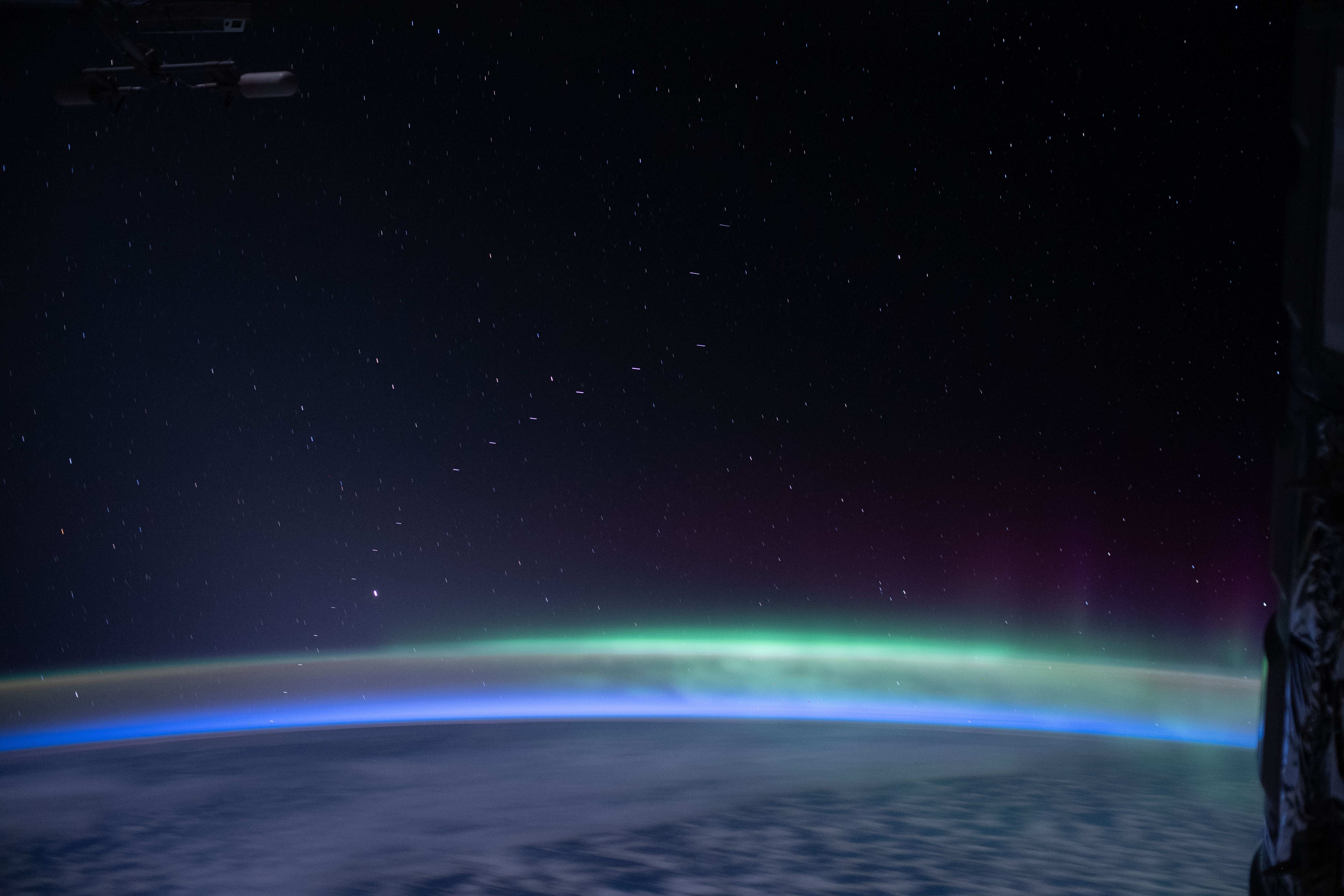
Một nhóm các vệ tinh Starlink nhìn từ Trạm vũ trụ quốc tế

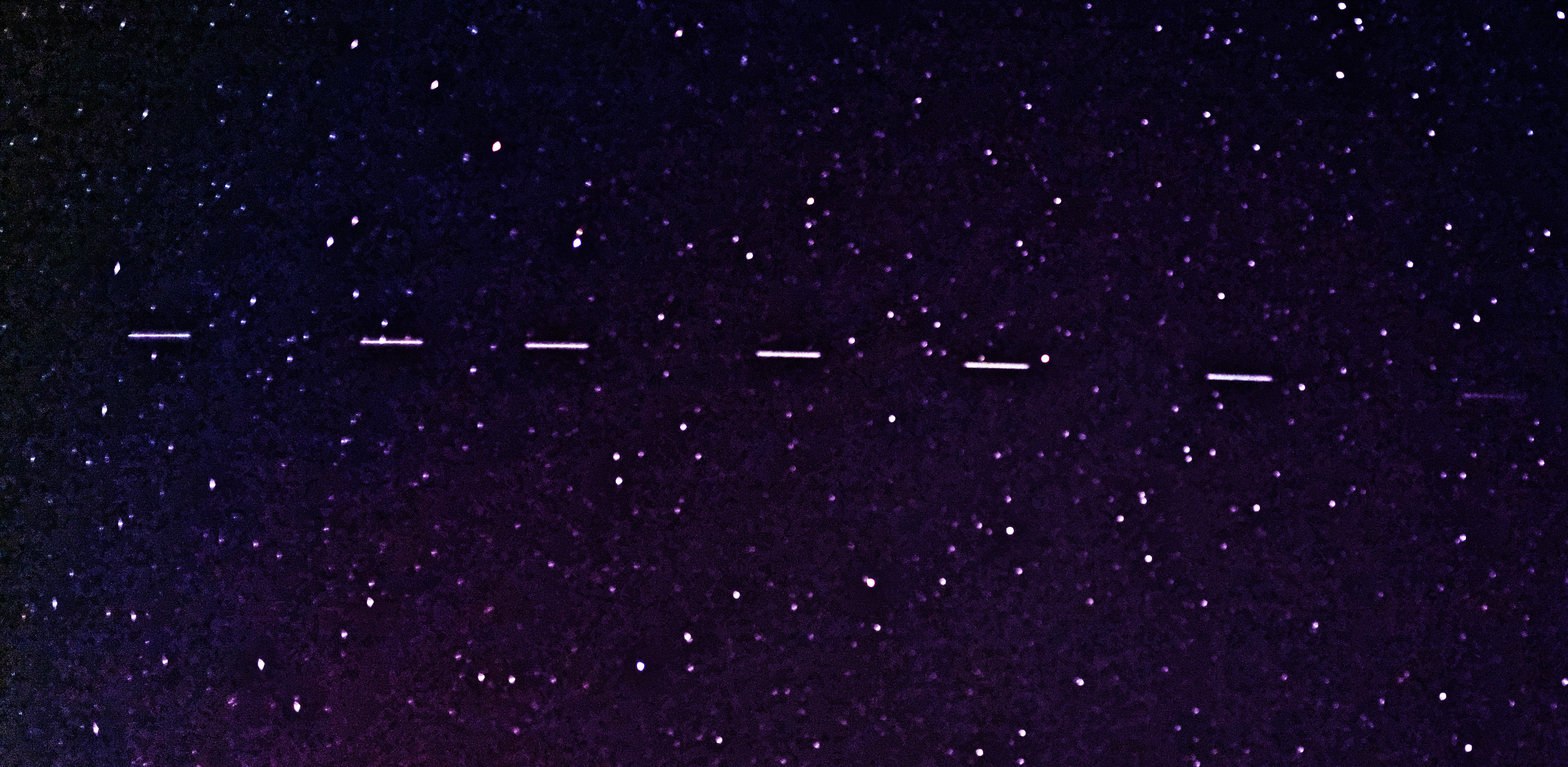
Một số vệ tinh Starlink 6 (cường độ 3,3) nhìn thấy trong phơi sáng 2 giây

Số lượng lớn vệ tinh theo kế hoạch đã vấp phải sự chỉ trích từ cộng đồng thiên văn vì lo ngại về ô nhiễm ánh sáng. Các nhà thiên văn học cho rằng số lượng vệ tinh nhìn thấy sẽ nhiều hơn các ngôi sao nhìn thấy được và độ sáng của chúng ở cả bước sóng quang học và vô tuyến sẽ ảnh hưởng nghiêm trọng đến các quan sát khoa học. Vì vệ tinh Starlink có thể tự động thay đổi quỹ đạo của chúng, nên các quan sát không thể được lên lịch để tránh chúng. Liên minh Thiên văn Quốc tế (IAU), Đài quan sát Thiên văn vô tuyến Quốc gia (NRAO) và Tổ chức Mảng Kilômét vuông (SKAO) đã đưa ra tuyên bố chính thức bày tỏ quan ngại về vấn đề này. ]
Vào ngày 20 tháng 11 năm 2019, kính thiên văn Blanco dài 4 mét của Đài quan sát liên Mỹ Cerro Tololo (CTIO) đã ghi lại hiện tượng mất tín hiệu mạnh và xuất hiện 19 vạch trắng trên ảnh chụp DECam. Lỗi của hình ảnh này có liên quan đến quá trình di chuyển của tập hợp vệ tinh Starlink được phóng một tuần trước đó.
Các đại diện của SpaceX và Musk đã tuyên bố rằng các vệ tinh sẽ có tác động tối thiểu tới thiên văn học, và có thể dễ dàng giảm thiểu bằng cách che điểm ảnh và xếp chồng hình ảnh. Tuy nhiên, các nhà thiên văn học chuyên nghiệp đã phản bác những tuyên bố này dựa trên quan sát ban đầu của vệ tinh Starlink v0.9 trong lần phóng đầu tiên, ngay sau khi triển khai chúng từ phương tiện phóng. Trong các tuyên bố sau đó trên Twitter, Musk nói rằng SpaceX sẽ nghiên cứu giảm nhiễu của các vệ tinh và sẽ cung cấp các điều chỉnh định hướng theo yêu cầu cho các thí nghiệm thiên văn. Tuy nhiên, tính đến tháng 3 năm 2020, chỉ có một vệ tinh Starlink (Starlink 1130 / DarkSat) có lớp phủ thử nghiệm để giảm khả năng phản xạ của nó. Mức độ giảm của dải g là 0,8 độ lớn (55%). Bất chấp những biện pháp này, các nhà thiên văn học nhận thấy rằng các vệ tinh vẫn còn quá sáng, do đó khiến DarkSat về cơ bản là một "ngõ cụt".
Vào ngày 17 tháng 4 năm 2020, SpaceX đã viết trong hồ sơ của Ủy ban Truyền thông Liên bang (FCC) rằng họ sẽ thử nghiệm các phương pháp giảm thiểu ô nhiễm ánh sáng mới, đồng thời cung cấp quyền truy cập vào dữ liệu theo dõi vệ tinh cho các nhà thiên văn học để "phối hợp tốt hơn các quan sát của họ với vệ tinh của chúng tôi". Vào ngày 27 tháng 4 năm 2020, Musk thông báo rằng công ty sẽ giới thiệu một tấm chắn mới được thiết kế để giảm độ sáng của vệ tinh Starlink. Tính đến ngày 15 tháng 10 năm 2020, hơn 200 vệ tinh Starlink có tấm chắn này. Một phân tích vào tháng 10 năm 2020 cho thấy chúng chỉ mờ hơn một chút so với DarkSat. Một nghiên cứu vào tháng 1 năm 2021 đã xác định độ sáng ở mức 31% so với thiết kế ban đầu.
Theo một nghiên cứu vào tháng 5 năm 2021, "Số lượng lớn các trạm truyền chuyển động nhanh (tức là vệ tinh) sẽ gây nhiễu nhiều hơn. Các phương pháp phân tích mới có thể giảm thiểu một số tác động này, nhưng việc mất dữ liệu là không thể tránh khỏi, làm tăng thời gian cần thiết cho mỗi nghiên cứu và hạn chế số lượng nghiên cứu khoa học được thực hiện.

### Các mảnh vụn vũ trụ
Các nhà phê bình cho rằng số lượng lớn vệ tinh mà Starlink sử dụng sẽ tạo ra nguy cơ lâu dài của các mảnh vỡ không gian do đặt hàng nghìn vệ tinh trên quỹ đạo. Nguy cơ gây ra va chạm vệ tinh có khả năng gây ra hiện tượng Kessler. SpaceX đã nói rằng hầu hết các vệ tinh đều được phóng ở độ cao thấp hơn, và các vệ tinh bị hỏng dự kiến sẽ quay trở lại Trái đất trong vòng 5 năm nếu không có động cơ đẩy.
Trong giai đoạn đầu của chương trình, một vệ tinh đã có xác suất 1/1.000 va chạm với một vệ tinh của châu Âu, cao hơn 10 lần so với ngưỡng quy định của ESA. SpaceX sau đó đã khắc phục sự cố với hệ thống của mình. ESA cho biết họ có kế hoạch đầu tư vào các công nghệ để tự động hóa các thao tác tránh vệ tinh va chạm. Vào năm 2021, chính quyền Trung Quốc đã khiếu nại lên Liên Hợp Quốc, nói rằng trạm vũ trụ của họ đã phải thực hiện các hoạt động di chuyển trong năm để tránh các vệ tinh Starlink. Trong tài liệu, các đại biểu Trung Quốc nói rằng vệ tinh Starlink di chuyển liên tục có thể gây ra nguy cơ va chạm, và hai lần tiếp cận gần với vệ tinh vào tháng 7 và tháng 10 tạo thành mối nguy hiểm đối với tính mạng và sức khỏe của các phi hành gia trên Trạm vũ trụ Trung Quốc.

### Tài trợ của liên bang Hoa Kỳ
SpaceX đã bị thách thức liên quan đến Starlink vào tháng 2 năm 2021 khi Hiệp hội Hợp tác xã Điện Nông thôn Quốc gia (NRECA) gây áp lực buộc Ủy ban Truyền thông Liên bang Hoa Kỳ (FCC) phải "kiểm tra tích cực và chu đáo" các khoản trợ cấp của SpaceX và các nhà cung cấp băng thông rộng khác. SpaceX đã tạm thời giành được 886 triệu đô la Mỹ cho cam kết cung cấp dịch vụ cho 642.925 địa điểm ở 35 tiểu bang như một phần của Quỹ Cơ hội Kỹ thuật số Nông thôn (RDOF).
NRECA chỉ trích việc phân bổ tài trợ vì Starlink sẽ bao gồm dịch vụ đến các địa điểm - chẳng hạn như Harlem và các nhà ga tại Sân bay Quốc tế Newark Liberty và Sân bay Quốc tế Miami - không phải là vùng nông thôn, và bởi vì SpaceX sẽ xây dựng cơ sở hạ tầng và phục vụ bất kỳ khách hàng nào yêu cầu dịch vụ mà không có trợ cấp của FCC. Ngoài ra, Jim Matheson, giám đốc điều hành của NRECA đã bày tỏ quan ngại của mình về các công nghệ chưa được chứng minh để đáp ứng tốc độ cao cần thiết. Starlink đặc biệt bị chỉ trích vì vẫn đang trong giai đoạn thử nghiệm và là một công nghệ chưa được chứng minh.

## Các hệ thống tương tự
- Hệ thống vệ tinh OneWeb - một dự án chòm sao vệ tinh bắt đầu triển khai hoạt động của các vệ tinh vào năm 2020. [229]
- Dự án internet vệ tinh quốc gia Trung Quốc - một kế hoạch cung cấp internet vệ tinh cho thị trường Trung Quốc. [230]
- Kuiper Systems - một hệ thống vệ tinh Internet với 3.236 vệ tinh LEO được lên kế hoạch bởi một công ty con của Amazon.
- Hughes Network Systems - một nhà cung cấp vệ tinh băng thông rộng hiện tại cung cấp các ăng ten cố định, di động và ăng ten trên không.
- Viasat, Inc. - nhà cung cấp vệ tinh băng thông rộng hiện tại cung cấp ăng ten cố định, di động mặt đất và ăng ten trên không.
- O3b - hệ thống vệ tinh quỹ đạo Trái đất trung bình cung cấp quyền truy cập cho các nhà khai thác điện thoại di động và nhà cung cấp dịch vụ internet. Chỉ bao gồm khu vực xích đạo.